# Нельсон (фильм, 1926)
«Нельсон» (англ. Nelson) — британский немой художественный фильм, снятый в 1926 году режиссёром Уолтером Саммерсом.
Премьера фильма состоялась 14 сентября 1926 года.

## Сюжет
Фильм об адмирале Горацио Нельсоне, основанный на биографии, написанной Робертом Саути. Снят с одобрения Британского адмиралтейства.
В фильме показана жизнь Нельсона с раннего детства и до смерти в Трафальгарском морском сражении.

## В ролях
- Седрик Хардвик — Горацио Нельсон
- Гертруда Маккой — леди Гамильтон
- Фрэнк Перфитт — капитан Харди
- Фрэнк Арлтон — губернатор
- Пэт Кортни — Нельсон в детстве